# Mister Mundo 2023
Mister Mundo 2023 será a 11ª edição da competição Mister Mundo. Jack Heslewood, da Inglaterra, coroará seu sucessor no final do evento, agendada para uma data a ser determinada em 2024 para acontecer em Londres, Inglaterra.

## Concorrentes
Até 10 de junho de 2023, estavam confirmados representantes de 20 países.
| País                 | Representante             | Idade | Altura           | Cidade de origem         |
| -------------------- | ------------------------- | ----- | ---------------- | ------------------------ |
| Argentina            | Franco Luciano Touceda    | 27    | 1,94 m (4,4 in)  | San Miguel               |
| Brasil               | Vilmar Bertolino          | 26    |                  | São Luís de Montes Belos |
| Camboja              | Olivier Sara              | 28    | 1,86 m (1,2 in)  | Phnom Penh               |
| Chile                | Jorge Aldoney Mazzachiodi | 26    | 1,86 m (1,2 in)  | La Florida               |
| Costa Rica           | José Roberto Mena Araya   | 24    | 1,78 m (10,1 in) | Escazú                   |
| República Dominicana | Julio Peña                | 25    | 1,83 m (0,0 in)  | Santo Domingo            |
| Inglaterra           | Liam Royce Ulla           | 28    | 1,91 m (3,2 in)  | Poole                    |
| Guiné Equatorial     | Abraham Mauvé             | 22    | 1,89 m (2,4 in)  | Baney                    |
| Índia                | Jitesh Singh Deo          | 27    | 1,83 m (0,0 in)  | Lucknow                  |
| Quênia               | Franklyne Herbert Asoyo   | 28    | 1,86 m (1,2 in)  | Nairobi                  |
| Malásia              | Joshua Benedict           | 32    | 1,85 m (0,8 in)  | Johor Bahru              |
| Malta                | Alex Borg                 | 27    | 1,86 m (1,2 in)  | Gozo                     |
| Nepal                | Nutan Shrestha            | 26    | 1,84 m (0,4 in)  | Morang                   |
| Nicarágua            | Hanniel Espinoza          | 26    | 1,88 m (2,0 in)  | Juigalpa                 |
| Panamá               | Aarón Guerra Hernandéz    | 27    | 1,88 m (2,0 in)  | Panama City              |
| Filipinas            | Kirk Bondad Wachsmuth     | 26    | 1,93 m (4,0 in)  | Baguio                   |
| Serra Leoa           | Alhaji Hassan Mansaray    | 24    | 1,88 m (2,0 in)  | Koinadugu                |
| Singapura            | Joshua Hee                | 24    | 1,74 m (8,5 in)  | Singapore                |
| África do Sul        | Sean van Noordwyk         | 27    | 1,85 m (0,8 in)  | Bellville                |
| Espanha              | Antonio Company           | 26    | 1,86 m (1,2 in)  | Palma de Mallorca        |
| Venezuela            | Juan Alberto García Caled | 25    | 1,91 m (3,2 in)  | Valencia                 |

a. Idade completa no momento do concurso.